# جکی تون
جکی تون (انگلیسی: Jackie Tohn؛ زادهٔ ۲۵ اوت ۱۹۸۰) بازیگر، خواننده و نوازنده گیتار اهل ایالات متحده آمریکا است. وی از سال ۱۹۹۰ میلادی تاکنون مشغول فعالیت بوده‌است.
از فیلم‌ها یا برنامه‌های تلویزیونی که وی در آن نقش داشته‌است می‌توان به هیچ‌کس این را نمی‌خواهد، ورونیکا مارس، کسل، شیطان وحشی، پستی و خواهران اشاره کرد.